# صید نهنگ در نیوزیلند

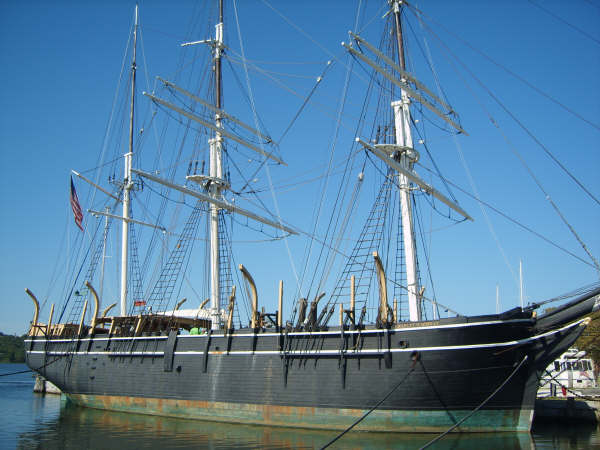
یک کشتی شکار نهنگ سالم که مرتباً در آب‌های نیوزیلند تردد می‌کرد، به نام چارلز دبلیو مورگان

شکار تجاری نهنگ در آب‌های نیوزیلند از اواخر قرن هجدهم آغاز شد و تا سال ۱۹۶۵ ادامه یافت. این یک فعالیت اقتصادی عمده برای اروپایی‌ها در نیوزیلند در چهار دهه اول قرن نوزدهم بود. شکار نهنگ در قرن نوزدهم بر پایه شکار نهنگ شکار جنوبی و نهنگ عنبر بود و شکار نهنگ در قرن بیستم بر نهنگ گوژپشت متمرکز بود.
اکنون یک صنعت جاافتاده برای تماشای نهنگ در شهر کایکورا در جزیره جنوبی و سایر بنادر نیوزیلند وجود دارد.

## تاریخچه
به نظر می‌رسد مائوری‌ها که اولین کسانی بودند که در نیوزیلند ساکن شدند، به ندرت نهنگ شکار می‌کردند، اما نهنگ‌های به گل نشسته را می‌خوردند.
اولین ارتباط صید نهنگ با نیوزیلند به دسامبر ۱۷۹۱ برمی‌گردد، زمانی که کشتی صید نهنگ ویلیام و آن در طول یک سفر صید نهنگ در اقیانوس آرام در خلیج داوتلس پهلو گرفت. اینکه آیا واقعاً نهنگی توسط این کشتی در آب‌های نیوزیلند صید شده است یا خیر، ثبت نشده است. کشتی بریتانیا تقریباً در همان زمان از راه رسید. هر دو کشتی، کشتی‌های شکار نهنگ بودند که برای حمل محکومین به سفر دریایی از بریتانیا و پیاده کردن آنها در سیدنی قبل از رفتن به شکار نهنگ، کرایه شده بودند.
در اوایل قرن نوزدهم، کورورارکا (که اکنون راسل نامیده می‌شود) در خلیج جزایر، بندر مهمی برای کشتی‌های صید نهنگ و فک بود و شهرت عجیبی پیدا کرد، چرا که چارلز داروین که از دوران حضورش در نیوزیلند خوشش نمی‌آمد، آن را جهنم اقیانوس آرام نامید. نظر او منعکس کننده نظر بسیاری از مبلغان مسیحی اولیه بود. این رفتار فقط به خلیج جزایر محدود نمی‌شد. مبلغ مذهبی جان برومبی در سال ۱۸۳۸ در مارلبورو، شکارچیان نهنگ را «یاغی و قانون‌شکنانی بی‌بند و بار» یافت دیگر ناظران معاصر دیدگاه‌های متفاوتی داشتند. در سال ۱۸۳۹، ادوارد ویکفیلد، که بعدها عضو پارلمان بریتانیا شد، شکارچیان نهنگ ساحلی را افرادی توصیف کرد که اگرچه جنبهٔ تاریکی در شخصیت خود دارند، اما «صادق و مهمان‌نواز» هستند. آنها شجاع، با عزمی راسخ و قدرتی عظیم در تحمل سختی‌ها بودند. او از مهمان‌نوازی آنها نسبت به بازدیدکنندگان گاه‌به‌گاه قدردانی می‌کند و خاطرنشان می‌کند که آنها با زنان مائوری، مانند ته وای ناهی از ته آتیاوا، روابط پایداری داشتند و با آنها خانواده‌های بزرگی تشکیل دادند. عمویش، سرهنگ ویلیام، که طرفدار کارگران نبود، احساسات او را تکرار می‌کند. از دیگر کشتی‌های اولیه شکار نهنگ می‌توان به فاکس‌هاوند، یک کشتی شکار نهنگ لندنی در سال ۱۸۲۷ و واترلو اشاره کرد که از سال ۱۸۲۹ بین کلودی بی و سیدنی فعالیت می‌کرد و سالانه ۳ محموله روغن نهنگ حمل می‌کرد و از بندر جکسون با آذوقه و کالاهای تجاری برای مبادله با کتان بازمی‌گشت.
تا دهه ۱۸۳۰، بیشتر صید نهنگ، جدا از کشتی‌های آمریکایی، از پایگاه‌های ساحلی با خدمه‌ای مرکب از ملوانان مائوری و اروپایی انجام می‌شد.
در نیمه اول قرن نوزدهم، تقریباً صد ایستگاه ساحلی کوچک تأسیس شد - در جزیره جنوبی در Te Awaiti و Preservation Inlet و بعداً در جزیره استوارت، اوتاگو، تیمارو و کایکورا و Cloudy Bay. در شبه جزیره بنکس، اولین ساحل در سال ۱۸۳۶ در بندر کوچک کوپر بود و تا سال ۱۸۴۲ در مجموع پنج ایستگاه وجود داشت، از جمله خلیج اوشور، ایکوراکی و پراکی. در شمال ولینگتون، سه ایستگاه شکار نهنگ در پوریروآ و پنج ایستگاه در جزیره کاپیتی وجود داشت. در شمال، ایستگاه‌های ساحلی در نیو پلیموث و جزیره گریت بریر نیز وجود داشتند. با این حال، تا سال ۱۸۴۰ تعداد نهنگ‌ها به حدی کاهش یافته بود که پول کمی به دست می‌آمد و در سال ۱۸۴۴ آخرین ایستگاه‌های اولیه ساحلی بسته شدند.
با این حال، کاپیتان نای از کشتی مونت ولاستون در سال ۱۸۷۹ گزارش داد که نهنگ‌های شمالی به‌طور متوسط ۱۰ پوند استخوان نهنگ برای هر بشکه نفت، و در آن زمان سودآورترین صید نهنگ بودند. جدول زیر میانگین بازده روغن و استخوان نهنگ شمالی و جنوبی را نشان می‌دهد:
| گونه‌ها          | بشکه‌های روغن نهنگ | پوند استخوان نهنگ |
| --------------- | ----------------- | ----------------- |
| نهنگ راست شمالی | ۱۲۵               | ۱۵۰۰              |
| نهنگ راست جنوبی | ۷۵                | ۶۰۰               |
| نهنگ قطبی       | ۹۰                | ۱۴۵۰              |

ایستگاه ساحلی بعدی، پرانو از کانال توری، تنگه کوک، بین سال‌های ۱۹۱۱ تا ۱۹۶۴، ۴۲۰۰ نهنگ (عمدتاً نهنگ گوژپشت) را صید کرد، که در آن زمان آخرین نهنگ در آب‌های نیوزیلند صید شد. تعطیلی ایستگاه شکار نهنگ پرانو در ۴ ژانویه ۱۹۶۵ اعلام شد.

## حفاظت

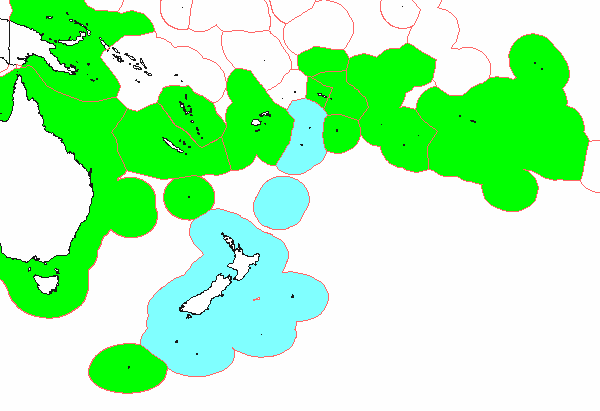
پناهگاه‌های نهنگ در اقیانوس آرام جنوبی:

از سال ۱۹۷۸، نهنگ‌ها در محدوده ۲۰۰-مایل-دریایی (۳۷۰-کیلومتر) نیوزیلند منطقه انحصاری اقتصادی تحت قانون حفاظت از پستانداران دریایی مصوب ۱۹۷۸ محافظت شده است. کشتن نهنگ یا سایر آب‌بازسانان، مجازاتی تا شش ماه حبس یا جریمه‌ای تا سقف ۲۵۰٬۰۰۰ دلار نیوزیلند در پی دارد. اکنون اغلب تلاش‌هایی برای نجات نهنگ‌هایی که به گل نشسته‌اند یا در زباله‌های دریایی گرفتار شده‌اند، انجام می‌شود.
در نیوزیلند احساسات ضد نهنگی وجود دارد. دولت مرتباً در جلسات کمیسیون بین‌المللی شکار نهنگ شرکت می‌کند و از توقف شکار نهنگ حمایت می‌کند و همچنین از ایجاد پناهگاه‌های نهنگ حمایت می‌کند.
در سال ۲۰۱۰، پیت بتون، یک فعال ضد شکار نهنگ، هنگام سوار شدن به یک کشتی شکار نهنگ در اقیانوس‌های جنوبی توسط شکارچیان نهنگ ژاپنی بازداشت شد. او در ژاپن محکوم و به نیوزیلند بازگردانده شد.

## برای مطالعهٔ بیشتر
- Jøn, A. Asbjørn (2014). "The whale road: Transitioning from spiritual links, to whaling, to whale watching in Aotearoa New Zealand". Australian Folklore: A Yearly Journal of Folklore Studies (29): 87–116.
- Day, Kelvin (1986) Shore Whaling Porirua Museum History Series booklet No 1 شابک ‎۰-۹۵۹۷۸۰۸-۰-۷
- McNab, Robert (1913) The Old Whaling Days (1975; reprinted by Golden Press, Auckland)
- Morton, H. (1982) The Whale's Wake The University of Otago Press, Dunedin,
- Rickard, Lawrence S (1965) The Whaling Trade in Old New Zealand (Auckland)
- Ross, J O'C Twentieth century whaling operations at Whangamumu and Campbell Island in the Turnbull Library Record, مه ۱۹۷۷ (Volume 10 number 1)